# 81式自走架柱橋

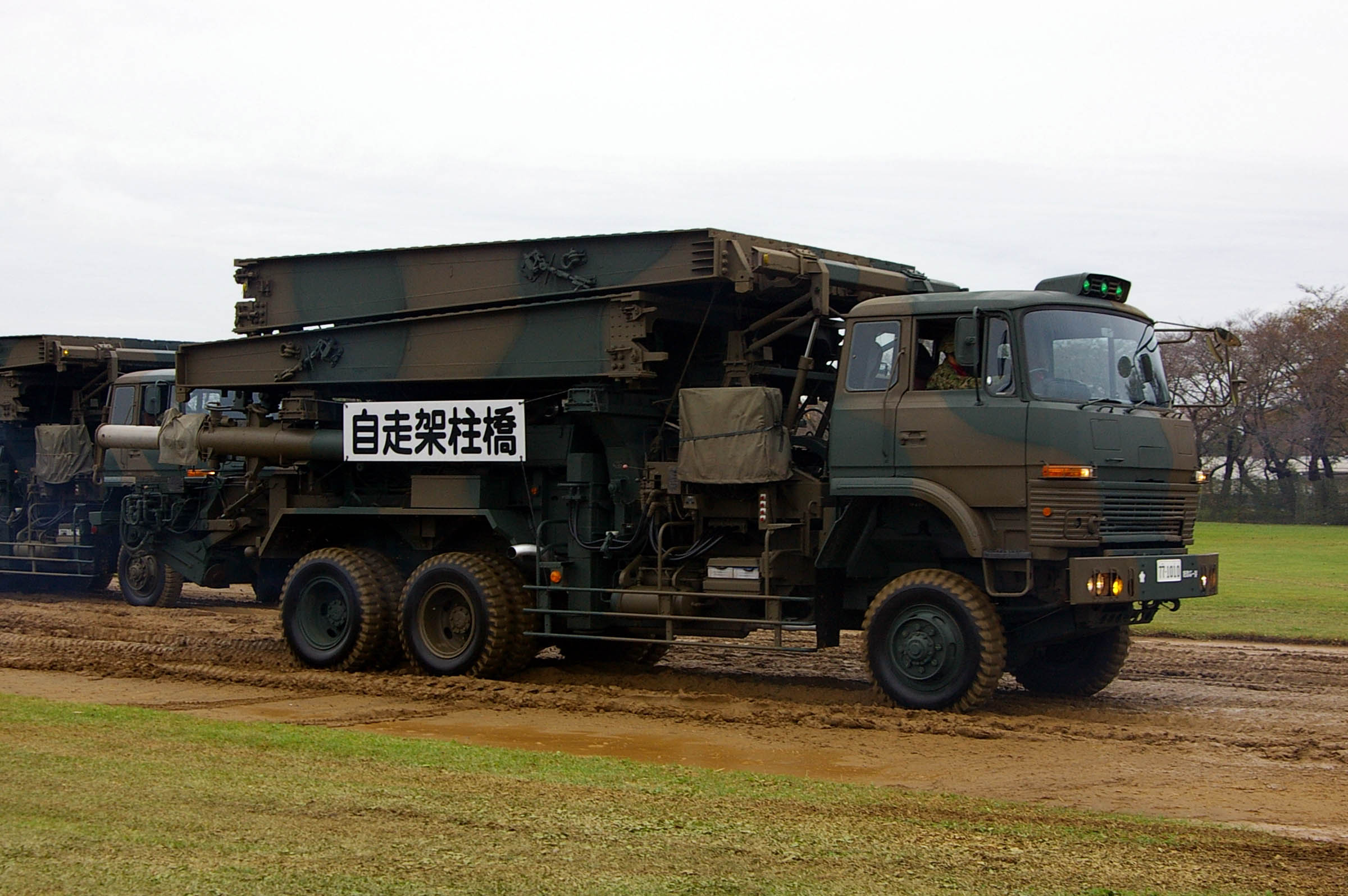
81式自走架柱橋

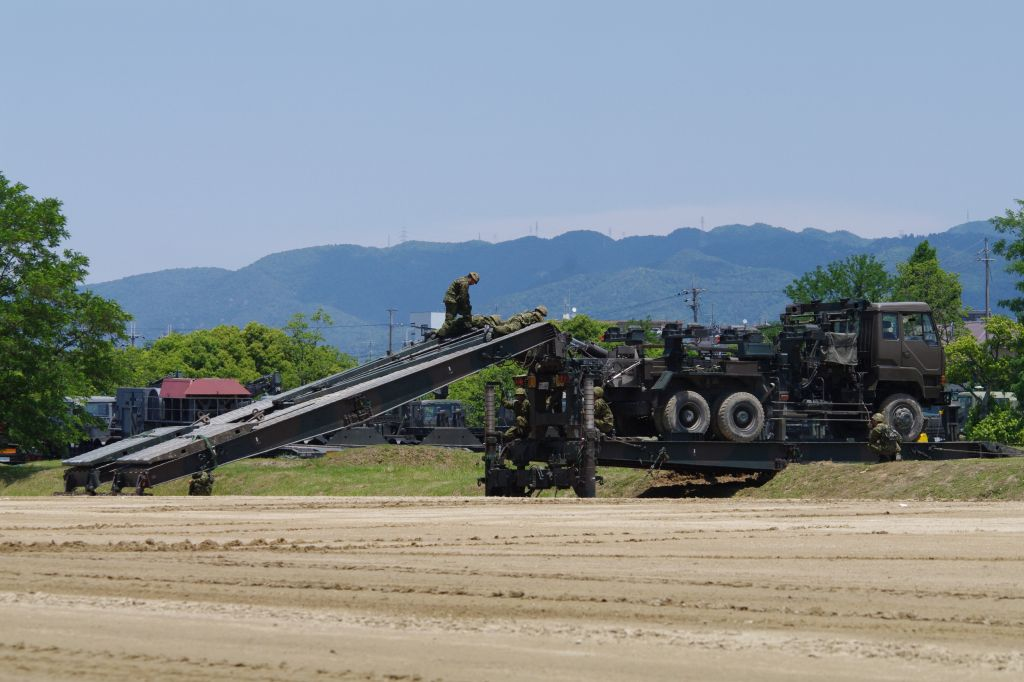
展開作業中の様子

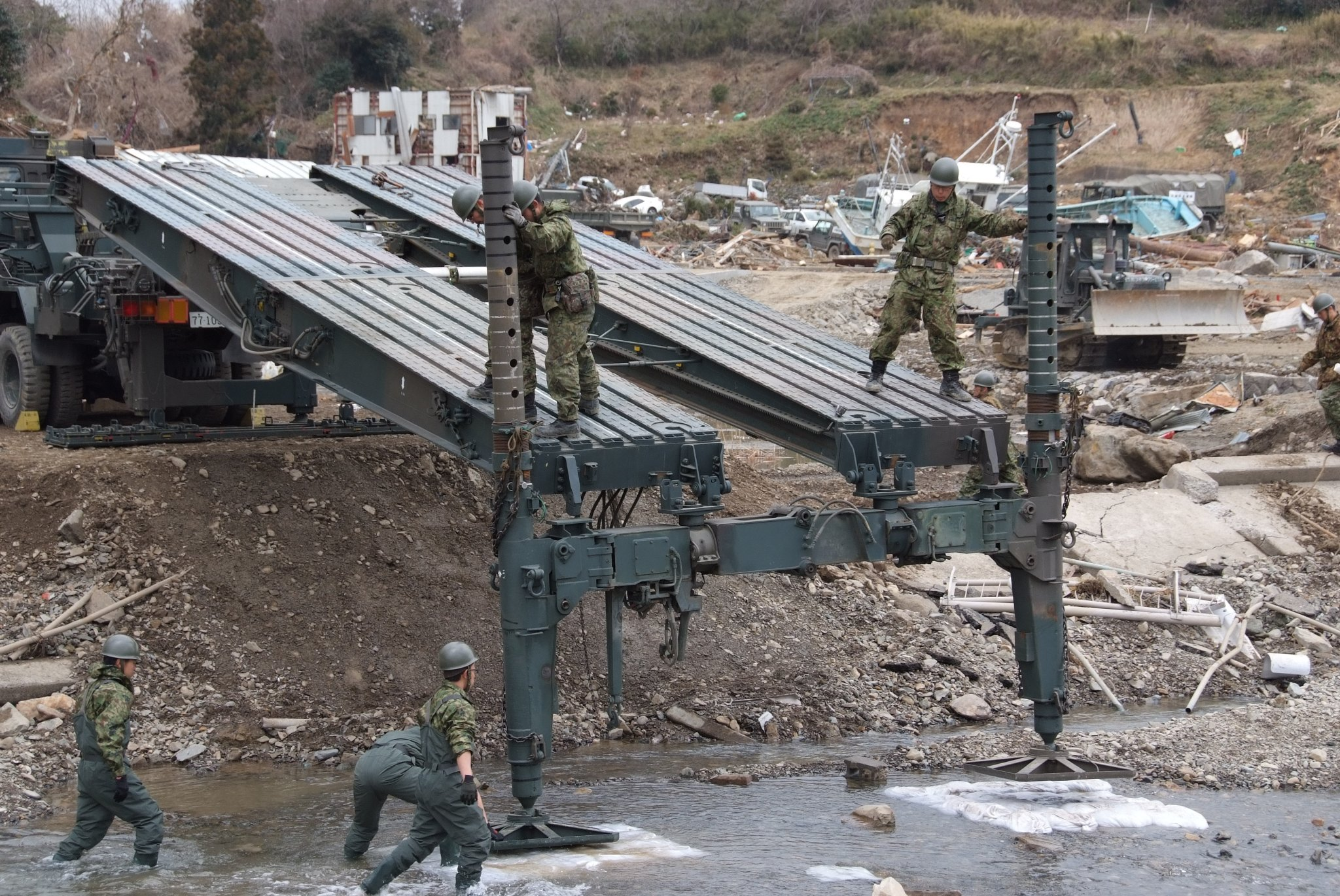
東日本大震災の災害派遣での運用
（2011年3月22日 南三陸町戸倉地区）

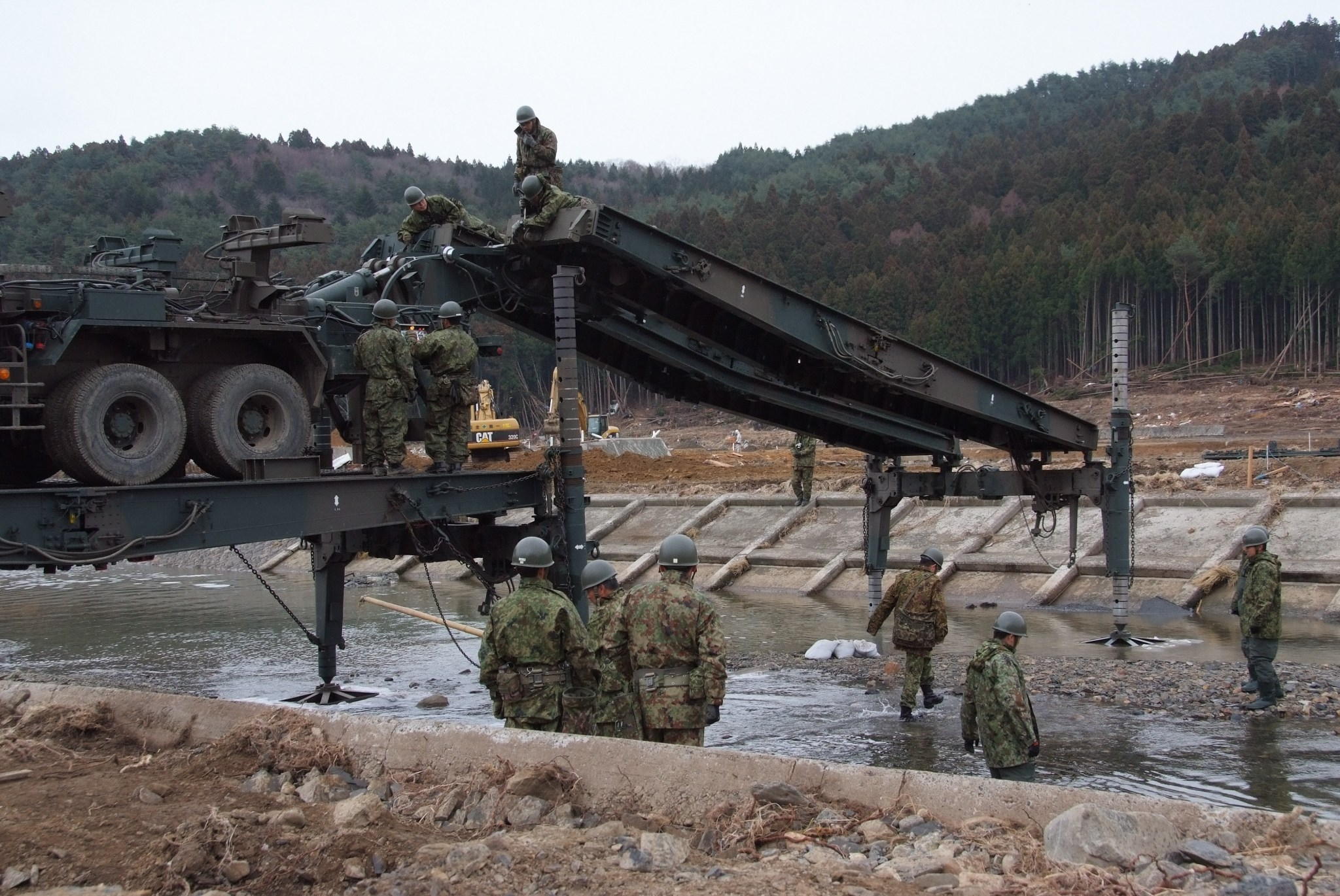
東日本大震災の災害派遣での架橋作業
（2011年3月22日 南三陸町戸倉地区）

81式自走架柱橋（はちひとしきじそうかちゅうきょう）は、陸上自衛隊の装備。主に施設科に配備される。河川など車両が通行できないような箇所に迅速に橋を設置することができる。運搬車に使用されるのは74式特大型トラック。有事の際だけでなく、災害派遣でも活躍する。

## 特徴
74式特大型トラックを基に荷台に架橋器材を搭載したものである。架橋器材は橋脚と橋桁がセットになったものであり、油圧動作により、車体後方へ繰り出され、架橋位置にセットされる。架橋位置にセットされた後は、施設科隊員により、橋桁の接続が行われる。6両が1組になっており、最大で60mの橋を構築できる。
架柱高は油圧で簡単に調節が可能であり、74式戦車以下師団の全ての車両、装備が渡ることができる。ただし、90式戦車は幅員はクリアしているものの、重量が50tで橋の耐久性に問題があるので渡れない。

## 諸元・性能等
- 全長：9,700 mm[1]
- 全幅：2,850 mm[1]
- 全高：3,400 mm[1]
- 全備重量：22,400 kg[1]
- 最高速度：85 km/h[1]
- 登坂能力：約45％[1]
- 乗車定員：2名[1]
- 橋節長：10 m[1]
- 橋梁幅員：3,750 mm[1]
- 架柱高：2 - 4 m[1]
- 橋梁等級：42[1]

製作
- 日本アルミ

## 後継
81式自走架柱橋は平成19年度から損耗更新時期を迎えることや、90式戦車や99式自走155mmりゅう弾砲などが通過できないこと、迅速にセットできないこと、河床土質に制限があることや川の水速などに制限があることから、平成15年度から後継架橋の研究開発が進んでおり、07式機動支援橋として制式化されている。この新架橋は架柱を使わない方式であり、橋長は60mである。
なお、海外の同程度の性能のものはあるが、陸上自衛隊の橋長などの要求や車両の大きさなどが国内法の範囲に収まるものが無いため国産開発となった。

## 登場作品
『超空自衛隊』
オーストラリアへ災害派遣に向かう途中で、第二次世界大戦時にタイムスリップしてしまった、陸上自衛隊施設科部隊の装備として登場。ガダルカナル島では、物資揚陸のための桟橋として使用される。